# Gino Lamon
Gino Lamon (Castelfranco Veneto, 18 maggio 1903 – Castelfranco Veneto, 15 maggio 1975) è stato un calciatore italiano, di ruolo centrocampista.
Era il fratello maggiore dei calciatori Fortunato Lamon o Lamon II, di Carlo Lamon o Lamon III e di Benvenuto Lamon o Lamon IV e per questo era conosciuto come Lamon I.

## Carriera
Inizia la carriera nel Giorgione, club con il quale disputa due campionati dal 1921 al 1923.
Nel 1923 si trasferisce a Genova tra le file dell'Andrea Doria. 
L'anno seguente passa all'altro club del capoluogo ligure, il Genoa dove rimane due stagioni, sempre ai margini della rosa.
Con i Grifoni esordisce in Prima Divisione nella trasferta vittoriosa contro il Brescia per 2 a 0 il 12 ottobre 1924.
Lascia i rossoblu per trasferirsi al Treviso. 
Con il club della marca rimane una sola annata prima di passare alla Lazio, club con il quale gioca dal 1927 al 1931 ad esclusione della stagione 1929-1930 dove gioca tra le file del Padova.
Con i biancocelesti esordisce il 28 settembre 1930 nel pareggio casalingo a reti bianche contro il Torino.
In Veneto disputa il primo campionato della neonata Serie A, debuttando nella sconfitta casalinga contro il Modena per 1 a 3 del 6 ottobre 1929.
Tornato alla Lazio la stagione successiva, dove gioca in totale 18 partite.
Lasciata Roma gioca per un anno contro il Siena ed in seguito nella stagione 1932-1933 veste la maglia della Serenissima Venezia dove termina la carriera.